# Episodi di Doctor Who (serie televisiva 1963) (ottava stagione)
Questa voce contiene l'elenco dei 25 episodi dell'ottava stagione della serie televisiva Doctor Who, con Jon Pertwee nel ruolo del Terzo Dottore e Katy Manning nel ruolo della nuova compagna di viaggio del Dottore, Jo Grant. Questi episodi sono andati in onda nel Regno Unito dal 2 gennaio al 19 giugno 1971 e sono invece del tutto inediti in Italia.
Come per tutte le stagioni della serie classica, gli episodi vengono suddivisi in "macrostorie" (in inglese, serial) con una propria continuità narrativa e un proprio titolo, qui indicato nella colonna "Titolo serial" della tabella.
| nº | Titolo originale         | Titolo italiano | Prima TV UK      | Prima TV Italia | Titolo serial        |
| -- | ------------------------ | --------------- | ---------------- | --------------- | -------------------- |
| 1  | Terror of the Autons I   |                 | 2 gennaio 1971   |                 | Terror of the Autons |
| 2  | Terror of the Autons II  |                 | 9 gennaio 1971   |                 | Terror of the Autons |
| 3  | Terror of the Autons III |                 | 16 gennaio 1971  |                 | Terror of the Autons |
| 4  | Terror of the Autons IV  |                 | 23 gennaio 1971  |                 | Terror of the Autons |
| 5  | The Mind of Evil I       |                 | 30 gennaio 1971  |                 | The Mind of Evil     |
| 6  | The Mind of Evil II      |                 | 6 febbraio 1971  |                 | The Mind of Evil     |
| 7  | The Mind of Evil III     |                 | 13 febbraio 1971 |                 | The Mind of Evil     |
| 8  | The Mind of Evil IV      |                 | 20 febbraio 1971 |                 | The Mind of Evil     |
| 9  | The Mind of Evil V       |                 | 27 febbraio 1971 |                 | The Mind of Evil     |
| 10 | The Mind of Evil VI      |                 | 6 marzo 1971     |                 | The Mind of Evil     |
| 11 | The Claws of Axos I      |                 | 13 marzo 1971    |                 | The Claws of Axos    |
| 12 | The Claws of Axos II     |                 | 20 marzo 1971    |                 | The Claws of Axos    |
| 13 | The Claws of Axos III    |                 | 27 marzo 1971    |                 | The Claws of Axos    |
| 14 | The Claws of Axos IV     |                 | 3 aprile 1971    |                 | The Claws of Axos    |
| 15 | Colony in Space I        |                 | 10 aprile 1971   |                 | Colony in Space      |
| 16 | Colony in Space II       |                 | 17 aprile 1971   |                 | Colony in Space      |
| 17 | Colony in Space III      |                 | 24 aprile 1971   |                 | Colony in Space      |
| 18 | Colony in Space IV       |                 | 1º maggio 1971   |                 | Colony in Space      |
| 19 | Colony in Space V        |                 | 8 maggio 1971    |                 | Colony in Space      |
| 20 | Colony in Space VI       |                 | 15 maggio 1971   |                 | Colony in Space      |
| 21 | The Dæmons I             |                 | 22 maggio 1971   |                 | The Dæmons           |
| 22 | The Dæmons II            |                 | 29 maggio 1971   |                 | The Dæmons           |
| 23 | The Dæmons III           |                 | 5 giugno 1971    |                 | The Dæmons           |
| 24 | The Dæmons IV            |                 | 12 giugno 1971   |                 | The Dæmons           |
| 25 | The Dæmons V             |                 | 19 giugno 1971   |                 | The Dæmons           |

## Terror of the Autons
- Diretto da: Barry Letts
- Scritto da: Robert Holmes
- Dottore: Terzo Dottore (Jon Pertwee)
- Compagni di viaggio: Jo Grant (Katy Manning)
- Altri interpreti: Nicholas Courtney (Brigadiere Lethbridge-Stewart), Roger Delgado (Il Maestro), Richard Franklin (Capitano Mike Yates), John Levene (Sergente Benton)

### Trama
Il Maestro, un Signore del Tempo, giunge sulla Terra e ruba l'ultimo potenziamento rimasto della Coscienza Nestene ed invia un segnale nello spazio. Scoperto il furto, il Dottore, la sua nuova assistente Jo Grant ed il Brigadiere Lethbridge-Stewart iniziano ad indagare. Il Dottore viene avvertito da un Signore del Tempo suo compagno che il Maestro, un suo nemico, è giunto sulla Terra e cercherà di ucciderlo. Il Dottore capisce quindi che il Maestro si è alleato con gli Auton per conquistare la Terra e sta guidando la coscienza Nestene sulla Terra. Con l'aiuto della UNIT, il Dottore riesce infine a trovarlo e a convincerlo a chiudere la trasmissione, poiché, una volta arrivata, la Coscienza non farà distinzione tra alleati ed avversari: il Maestro interrompe quindi il segnale. Gli Auton vengono sconfitti ed il Maestro riesce a fuggire, rimanendo tuttavia intrappolato sulla Terra.

## The Mind of Evil
- Diretto da: Timothy Combe
- Scritto da: Don Oughton
- Dottore: Terzo Dottore (Jon Pertwee)
- Compagni di viaggio: Jo Grant (Katy Manning)
- Altri interpreti: Nicholas Courtney (Brigadiere Lethbridge-Stewart), Roger Delgado (Il Maestro)

### Trama
Nella prigione inglese di Strangmoor, il dottor Emil Keller pare riesca a "curare" i criminali lì rinchiusi, eliminando tutti i pensieri e gli istinti negativi dalla loro mente. Il Dottore è però scettico riguardo a tale metodo, per via del numero di morti connesso con le "cure" operate dalla macchina. Nel frattempo, il Brigadiere e la UNIT stanno monitorando l'imminente prima Conferenza Mondiale sulla Pace, ma un membro della delegazione cinese tenta di utilizzare la Macchina di Keller contro il capo della delegazione statunitense, che sopravvive a malapena. Fatto rinvenire, si scopre essere sotto controllo di Keller, in realtà il Maestro. Quest'ultimo vuole rubare un missile nucleare alla UNIT grazie ad un'armata di criminali violenti ed incontrollabili, mandati a Strangmoor per essere curati da lui. Una volta ottenuto il missile, il Maestro vuole lasciarlo verso la sede della Conferenza, causando così una terza guerra mondiale.
Alla fine, il Dottore riesce a barattare il missile con pezzo mancante del TARDIS del Maestro che aveva rubato precedentemente. Il Maestro riesce così a scappare e telefona successivamente al Dottore, dicendogli di essere nuovamente libero.

## The Claws of Axos
- Diretto da: Michael Ferguson
- Scritto da: Bob Baker e Dave Martin
- Dottore: Terzo Dottore (Jon Pertwee)
- Compagni di viaggio: Jo Grant (Katy Manning)
- Altri interpreti: Nicholas Courtney (Brigadiere Lethbridge-Stewart), Roger Delgado (Il Maestro), Richard Franklin (Capitano Mike Yates), John Levene (Sergente Benton)

### Trama
Un gruppo di alieni, gli Axon arrivano sulla Terra, bisognosi di carburante. In cambio di questo offrono l'Axonite, una molecola pensante in grado di replicare ogni sostanza. In realtà, la loro stessa astronave è un organismo vivente, chiamato Axos, il cui obbiettivo è nutrirsi di ogni forma di vita sulla Terra, assorbendola grazie all'Axonite, in realtà parte di lui. Grazie alle sue presunte proprietà, l'Axonite viene presto importata in tutto il mondo, ampliando il raggio d'azione di Axos.
Nel frattempo, il Maestro, precedentemente catturato da Axos, riesce a scappare e cerca il TARDIS del Dottore, pianificando di prepararlo per fuggire via, essendo il suo in mano all'alieno. Axos inizia a progettare di utilizzare il viaggio nel tempo e nello spazio per potersi nutrire a suo piacimento e quindi il Dottore lo inganna, spedendolo in un loop temporale e facendo scomparire gli Axon e l'Axonite.

## Colony in Space
- Diretto da: Michael E. Brant
- Scritto da: Malcolm Hulke
- Dottore: Terzo Dottore (Jon Pertwee)
- Compagni di viaggio: Jo Grant (Katy Manning)
- Altri interpreti: Roger Delgado (Il Maestro), John Ringham (Ashe), Morris Parry (Capitano Dent), Nicholas Courtney (Brigadiere Lethbridge-Stewart)

### Trama
I Signori del Tempo, spaventati dalla scoperta di una misteriosa "Arma dell'Apocalisse", liberano temporaneamente il Dottore dal suo esilio sulla Terra e lo inviano sul pianeta Uxarieus, nell'anno 2472. Accompagnato da Jo, al suo primo viaggio nel TARDIS, il Dottore visita una colonia umana sul pianeta, i cui abitanti vivono come contadini. Ashe, il capo della colonia, racconta al Dottore che per colpa della fauna ostile, della povertà del terreno e dei contrasti con la compagnia mineraria del pianeta, la colonia si sta rapidamente impoverendo. Nella colonia giunge Norton, un uomo che sostiene di essere l'ultimo sopravvissuto di un'altra colonia, totalmente distrutta dagli autoctoni. Il Dottore, mentre indaga su tale colonia, viene sorpreso da dei robot minatori e portato da questi dal loro capo, il crudele Dent. Costui si rivela essere il vero colpevole delle morti dei coloni, poiché vorrebbe impadronirsi di tutto il pianeta, geologicamente ricco. Norton, infatti si rivela una spia della IMC, la compagnia mineraria di Dent. Il Dottore, sfuggito ad un attentato del IMC, rivela tutto ad Ashe.
Nel frattempo, il Dottore e Jo si recano nella città degli indigeni, chiamati dagli umani "primitivi", con cui i coloni hanno da sempre una flebile tregua, che, a causa dell'IMC (la vera colpevole degli attacchi ai coloni), rischia di essere spezzata. Là, guidati da un primitivo chiamato "Guardiano", scoprono dei segni di un'antica civiltà. La Terra manda su Uxarieus un Giudice, il cui posto viene preso dal Maestro, per risolvere la disputa: il Maestro sostiene la causa della IMC e manipola il Dottore affinché lo porti nella città del primitivi. 
Dent, forte del diritto sul pianeta, esilia i coloni dopo l'apparente tradimento di Ashe. Una volta nella città i due Signori del Tempo scoprono che i primitivi, prima di regredire, avevano costruito un'arma potentissima, i cui tentativi di collaudo erano bastati a creare la Nebulosa Granchio. Il Maestro vorrebbe l'arma per sé, ma viene ostacolato dal Guardiano, che racconta che la regressione della sua razza fu proprio colpa delle radiazioni emesse dall'arma. Il Dottore quindi distrugge l'arma. L'astronave dei coloni, manomessa da Dent, esplode appena decolla, ma l'unico a morire è Ashe, che si è sacrificato pilotando la nave. Infatti, gli altri coloni escono dai loro nascondigli sul pianeta ed eliminano Dent e gli uomini della IMC. Approfittando della confusione, il Maestro fugge.
Essendo l'arma distrutta e le sue radiazioni scomparse, la colonia può tornare a prosperare e sul pianeta viene inviato un vero Giudice, la cui sentenza favorisce i coloni. Il Dottore, avendo eseguito il compito assegnatogli dai Signori del Tempo, viene nuovamente esiliato sulla Terra.

## The Dæmons
- Diretto da: Christopher Barry
- Scritto da: Guy Leopold (Robert Sloman e Barry Letts)
- Dottore: Terzo Dottore (Jon Pertwee)
- Compagni di viaggio: Jo Grant (Katy Manning)
- Altri interpreti: Nicholas Courtney (Brigadiere Lethbridge-Stewart), Roger Delgado (Il Maestro), Richard Franklin (Capitano Mike Yates), John Levene (Sergente Benton)

### Trama
Il Maestro tenta di evocare il demone Azal, perché questo lo aiuti nella conquista del mondo. Il Dottore scopre che il demone non è altro che un extraterrestre precipitato sulla Terra secoli prima e diventato parte delle sue leggende. Alla fine, il Dottore viene salvato da Jo che si frappone tra lui ed Azal: il demone, non riuscendo a concepire l'atto del sacrificio, si confonde e si autodistrugge. Il Maestro tenta di fuggire approfittando della confusione, ma viene catturato dal personale della UNIT.